# Уфимский государственный институт искусств имени Загира Исмагилова

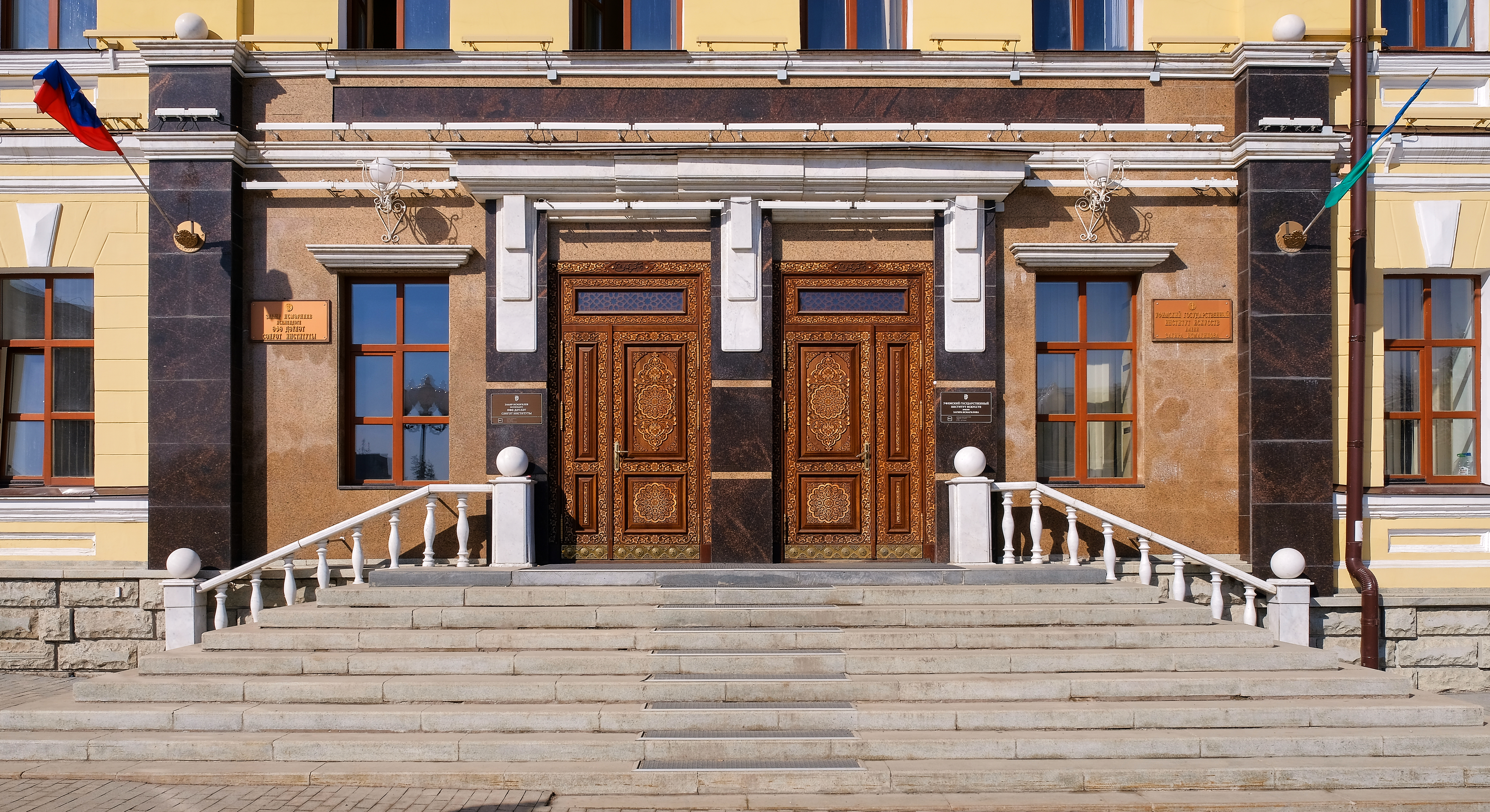
Вход со стороны Советской площади

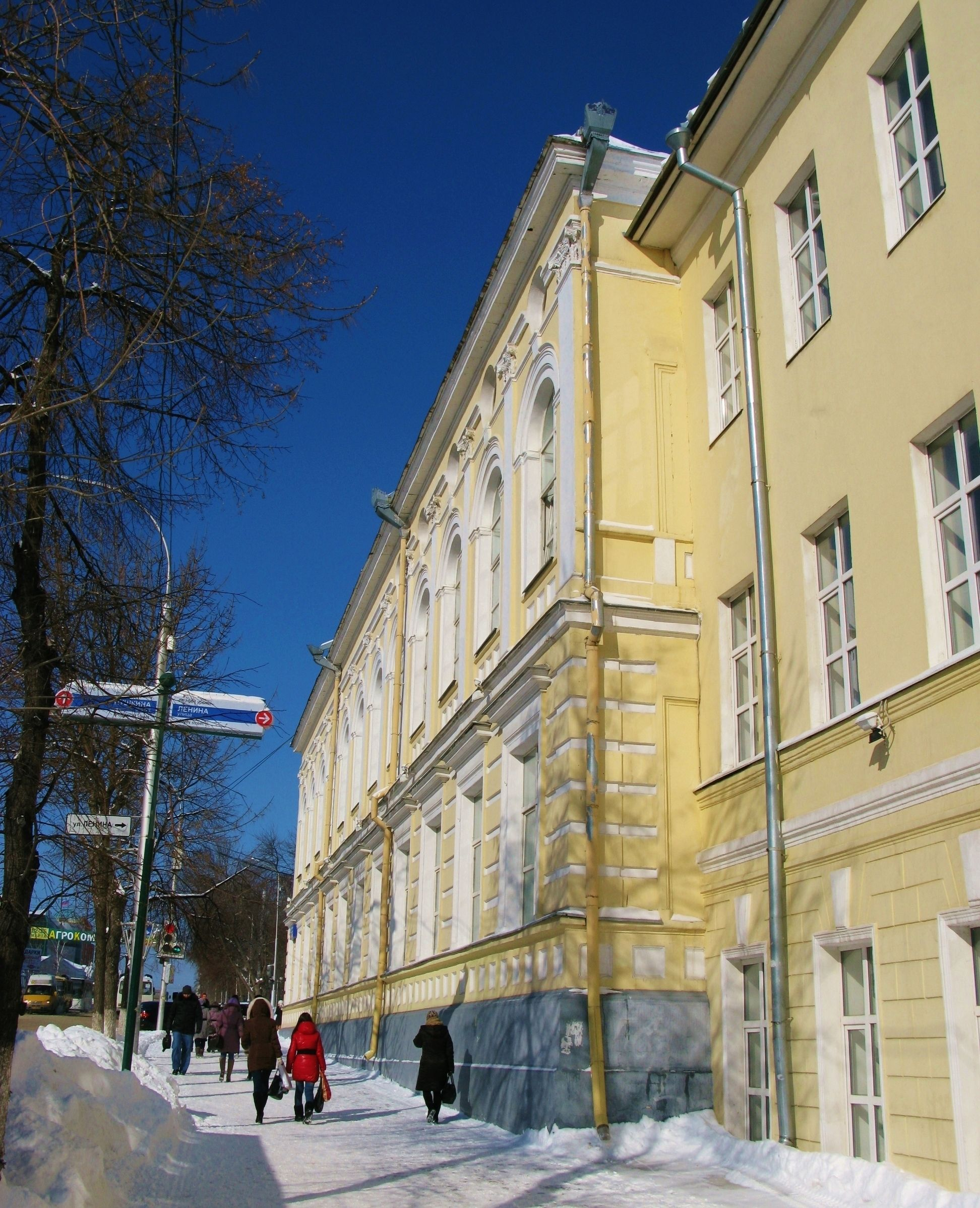
Уфимская академия искусств

Памятник Шаляпину в Уфе

Уфи́мский госуда́рственный институ́т иску́сств имени Заги́ра Исмаги́лова (баш. Заһир Исмәғилев исемендәге Өфө дәүләт сәнғәт институты) — многопрофильное высшее учебное заведение в Уфе, готовящее кадры для учебных заведений и организаций культуры и искусства Башкортостана, а также соседних областей Российской Федерации. С 2003 по 2015 год институт имел статус академии.

## История
Уфимский государственный институт искусств имени Загира Исмагилова был открыт в 1968 году на базе функционировавшего в Уфе учебно-консультационного пункта Государственного музыкально-педагогического института им. Гнесиных. Учебному заведению было передано здание бывшего Дворянского собрания, выстроенное в классицистском стиле по проекту архитектора Гопиуса, в котором в 1891 году состоялось первое профессиональное выступление Шаляпина в качестве оперного певца.
В 1967 году в память об этом историческом событии на фасаде здания была установлена мемориальная доска. В 1996 году имени Шаляпина был удостоен концертный зал института, а в 2007 году рядом был воздвигнут памятник певцу (арх. К. Донгузов, скульптор — Р. Хасанов).
Первоначально в институте были организованы два факультета — музыкальный и театральный, и 5 многопрофильных кафедр — фортепиано и оркестровых инструментов (скрипки, альта, виолончели, контрабаса), хорового дирижирования и народных инструментов, истории, теории музыки и композиции, режиссуры и мастерства актёра, гуманитарных дисциплин.
В 1969 году было открыто вокальное отделение, в 1978 — кафедра духовых и ударных инструментов. В 1973 году было получено разрешение Министерства культуры РСФСР на открытие художественного отделения.
Профессорско-преподавательский состав был укомплектован преподавателями и выпускниками столичных вузов России — Москвы и Ленинграда. Наибольшее число педагогов приехало из Государственного музыкально-педагогического института им. Гнесиных. Привлекались также ведущие педагоги Уфимского училища искусств.
В 2003 году институту был присвоен статус академии — Федерального государственного образовательного учреждения высшего профессионального образования.
В 2005 году академия проводила обучение на 5 факультетах, готовя студентов по 12 специальностям и 19 специализациям высшего профессионального образования на 20 кафедрах. К этому моменту за годы своего существования вуз подготовил более 4000 специалистов высшей квалификации.
В декабре 2015 года Приказом Министерства культуры Российской Федерации УГАИ было возвращено историческое наименование Уфимский государственный институт искусств с сохранением имени основателя Загира Исмагилова.

### Факультеты
В 2023 году институте располагал 4 факультетами:
- Музыкальный
  - кафедра народных инструментов
  - кафедра хорового дирижирования
  - кафедра истории и теории музыки
  - кафедра общего фортепиано
  - кафедры специального фортепиано
  - кафедра камерного ансамбля и концертмейстерского мастерства
  - кафедра струнных и духовых инструментов
  - кафедра сольного пения и оперной подготовки
  - кафедра композиции

- Башкирской музыки
  - кафедра традиционного музыкального исполнительства (ТМИ)
  - кафедра этномузыкологии

- Изобразительного искусства
  - Кафедра рисунка
  - Кафедра живописи
  - Кафедра дизайна

- Театральный
  - кафедра режиссуры и мастерства актёра
  - кафедра истории и теории искусства
  - Кафедра хореографического искусства

## Специальности
Подготовка специалистов ведётся по следующим областям искусств: «инструментальное исполнительство» (фортепиано, оркестровые струнные инструменты, оркестровые духовые инструменты, народные инструменты), «вокальное искусство», «композиция», «музыковедение», «дирижирование», «режиссура» и «актёрское искусство» (актёр драматического театра и кино, актёр театра кукол), «живопись», «театрально-декоративная живопись», «этномузыкология», «скульптура», «дизайн», «театроведение». По указанным областям искусств реализуются программы ассистентуры-стажировки для музыкально-исполнительских специальностей и аспирантура по научной специальности «искусствоведение».

## Ректоры
- Исмагилов, Загир Гарипович (1968—1988) — первый ректор института;
- Нургалин, Зиннур Ахмадиевич (1988—2000);
- Галяутдинов, Ишмухамет Гильмутдинович (2000—2010);
- Шафикова, Амина Ивниевна (2010—2012);
- Асфандьярова, Амина Ибрагимовна (c 2013 по 2023);
- Альмухаметов Ильмар Разинович (и. о. ректора с 2023)[6].